# سيفنيتسا
سيفنيتسا (بالإنجليزية: Sevnica)‏ هي مستوطنة تقع في سلوفينيا في Lower Styria. يقدر عدد سكانها بـ 4,993 نسمة ومساحتها 5.0 كم2 وترتفع عن سطح البحر 183.1 متر.